# Ваду-Пашій (комуна)
Ваду-Пашій (рум. Vadu Pașii) — комуна у повіті Бузеу в Румунії. До складу комуни входять такі села (дані про населення за 2002 рік):
- Бежань (593 особи)
- Ваду-Пашій (3089 осіб) — адміністративний центр комуни
- Гура-Килнеулуй (525 осіб)
- Скуртешть (2670 осіб)
- Стенчешть (1568 осіб)
- Фокшеней (720 осіб)

Комуна розташована на відстані 101 км на північний схід від Бухареста, 4 км на схід від Бузеу, 94 км на захід від Галаца, 113 км на південний схід від Брашова.

## Населення
За даними перепису населення 2002 року у комуні проживали 9165 осіб.
Національний склад населення комуни:
| Національність | Кількість осіб | Відсоток |
| -------------- | -------------- | -------- |
| румуни         | 9127           | 99,6%    |
| цигани         | 37             | 0,4%     |
| українці       | 1              | < 0,1%   |

Рідною мовою назвали:
| Мова       | Кількість осіб | Відсоток |
| ---------- | -------------- | -------- |
| румунська  | 9141           | 99,7%    |
| циганська  | 22             | 0,2%     |
| українська | 1              | < 0,1%   |
| німецька   | 1              | < 0,1%   |

Склад населення комуни за віросповіданням:
| Релігія        | Кількість осіб | Відсоток |
| -------------- | -------------- | -------- |
| православні    | 9119           | 99,5%    |
| адвентисти     | 26             | 0,3%     |
| п'ятдесятники  | 7              | 0,1%     |
| греко-католики | 5              | 0,1%     |
| бретрени       | 3              | < 0,1%   |
| не релігійні   | 3              | < 0,1%   |
| реформати      | 1              | < 0,1%   |
| лютерани       | 1              | < 0,1%   |